# Liste des plus hautes statues des États-Unis
Cette liste recense les plus hautes statues situées aux États-Unis en se basant sur leur hauteur hors piédestal.

## Liste
| Statue                                                | Emplacement                                | Hauteur m | Notes                                                                                    | Inauguration | Matériaux                                 | Coordonnées                        | Photo | Sculpteur                                                       |
| ----------------------------------------------------- | ------------------------------------------ | --------- | ---------------------------------------------------------------------------------------- | ------------ | ----------------------------------------- | ---------------------------------- | ----- | --------------------------------------------------------------- |
| Statue de la Liberté (Liberty Enlightening the World) | Liberty Island (État de New York)          | 46 m      | S'élève au-dessus d'un piédestal de 47 m. La hauteur totale du monument est donc de 93 m | 1886         | cuivre repoussé sur armature métallique   | 40° 41′ 21″ N, 74° 02′ 40″ O       |       | Frédéric Bartholdi                                              |
| Pegasus and Dragon                                    | Gulfstream Park Racing & Casino (Floride)  | 33,4 m    | La sculpture de pégase mesure 33,4m de haut et celle du dragon 15,2m de haut.            | 2014         | bronze                                    | 25° 58′ 55,76″ N, 80° 08′ 25,78″ O |       | Mark Kara (designer) Stark Engineers et Strassacker Art Foundry |
| Our Lady of the Rockies                               | Butte (Montana)                            | 27 m      |                                                                                          | 1985         | béton coulé                               | 46° 00′ 01,7″ N, 112° 26′ 46,58″ O |       | Laurien Eugene Riehl (designer)                                 |
| Golden Driller                                        | Tulsa                                      | 23 m      | [ 4 ]                                                                                    | 1953         | béton coulé et enduit                     | 36° 08′ 01″ N, 95° 55′ 52″ O       |       |                                                                 |
| Statue de girafe du Zoo de Dallas                     | Dallas                                     | 20.5 m    | [ 5 ]                                                                                    | 1997         | bronze et plexiglas                       | 32° 44′ 38″ N, 96° 48′ 52″ O       |       | Bob Cassilly                                                    |
| Tribute to Courage (Samuel Houston statue)            | Huntsville (Texas)                         | 20.5 m    | Au-dessus d'un piédestal de 3 m                                                          | 1994         | béton coulé                               | 30° 39′ 40″ N, 95° 30′ 39″ O       |       | David Adickes                                                   |
| Statue du Christ des Ozarks                           | Eureka Springs                             | 20 m      | [ 7 ]                                                                                    | 1966         | béton coulé                               | 36° 24′ 24,87″ N, 93° 43′ 23,41″ O |       |                                                                 |
| King of Kings                                         | Monroe (Ohio)                              | 19m       | Détruite par la foudre le 15 juin 2010.                                                  | 2004         | Styrofoam et plastique à renfort de verre | 39° 27′ 14″ N, 84° 19′ 35″ O       |       | James Lynch                                                     |
| Vulcan statue                                         | Birmingham (Alabama)                       | 17.1 m    | de la base au sommet de la lance                                                         | 1904         | fonte                                     | 33° 29′ 30,18″ N, 86° 47′ 43,86″ O |       | Giuseppe Moretti                                                |
| Géant Vert                                            | Blue Earth (Minnesota)                     | 16.8 m    |                                                                                          | 1979         | plastique à renfort de verre              | 43° 39′ 02″ N, 94° 05′ 46″ O       |       |                                                                 |
| Black Hawk Statue                                     | Lowden State Park près d'Oregon (Illinois) | 14.6 m    |                                                                                          | 1911         | béton                                     | 42° 02′ 03″ N, 89° 19′ 59″ O       |       | Lorado Taft                                                     |
| The Keeper of the Plains                              | Wichita                                    | 13.4 m    |                                                                                          | 1974         | acier Corten                              | 37° 41′ 29″ N, 97° 20′ 59″ O       |       | Blackbear Bosin                                                 |
| Athena Parthenos                                      | Nashville                                  | 12.8 m    | Plus grande statue en intérieur aux États-Unis                                           | 1990         | plâtre et plastique à renfort de verre    | 36° 08′ 59″ N, 86° 48′ 49″ O       |       | Alan LeQuire                                                    |
| Vision of Peace (Indian God of Peace)                 | Saint Paul (Minnesota)                     | 11.58 m   |                                                                                          | 1936         | onyx du Mexique                           |                                    |       | Carl Milles                                                     |
| Victory or "Miss Indiana"                             | Indianapolis                               | 11.58 m   | Restaurée en 2011                                                                        | 1893         | bronze                                    |                                    |       | George Brewster (sculptor)                                      |
| William Penn                                          | Philadelphie                               | 11.3 m    |                                                                                          | 1894         | bronze                                    |                                    |       | Alexander Milne Calder                                          |
| Iron Man                                              | Chisholm (Minnesota)                       | 11 m      | Piédestal de 14 mètres. 25 mètres de hauteur au total.                                   | 1987         | minerai de fer                            | 47° 17′ 20″ N, 92° 32′ 15″ O       |       | Jack E. Anderson                                                |

## En construction
- Crazy Horse Memorial ; Black Hills, Dakota du Sud. 182 m quand la statue sera terminée.
- Birth of the New World; Mayagüez[11]. 110 m.
- Lux Mundi (statue) ; Monroe, Ohio, United States. 15.5 m[12].